# Плутарх
Плутарх (на гръцки: Πλούταρχος) е древногръцки историк, биограф, есеист и философ - платонист. Плутарх е роден във видно семейство в Херонея, близо до Делфи. Неговите трудове включват Успоредни животописи и Моралия (обичаи, нрави). Става известен с творбите си в Римската империя и получава римско гражданство. Магистрат е в Херонея.
Плутарх е бил посветен в мистериите на Аполон и става един от жреците на делфийския оракул, като задължението му е било да тълкува предсказанията. Написва много книги на тази тема и за залеза на оракулите и старите вярвания, като възкликва в една от тях: „Великият бог Пан е мъртъв!“ („De defectu oraculorum“, „De Pythiae oraculis“, „De E apud Delphos“).

## Биография

### Произход и младежки години
Плутарх е роден във видно семейство в малкото градче Херонея, на около 80 км източно от Делфи, в Беотия. Семейството му е заможно. Не се знае името на баща му, но въз основа на общия гръцки обичай да се повтаря име в редуващи се поколения, то е вероятно Никархос (Nίκαρχoς). Името на дядото на Плутарх е Ламприас, научаваме от „Моралията“ и „Живота на Антоний“.
Братята му, Тимон и Ламприас, често се споменават в есетата и диалозите на Плутарх, които говорят особено за Тимон по най-привързан начин. Жан Рюо (Руалдус), пишейки в 1624 г. „Животът на Плутарх“, установява, че името на съпругата му е Тимоксена, тъй като в писмо, отправено до нея, той я приканва да не скърби твърде много за смъртта на двегодишната им дъщеря, която е носела името ѝ. Интересното е, че в това писмо на утеха той намеква за вяра в прераждането.
Броят на синовете му не е точно известен, въпреки че двама от тях, Аутобулус и Плутарх, често са споменавани. Трактатът „De animae procreatione in „Timaeo“ носи посвещение за тях, а бракът на Аутубулус е повод за едно вечерно сбиране, записано в „Разговори на масата“. За друг човек, Сокларус, се говори по начин, който предполага, че е син на Плутарх, но това никъде не е посочено с точност. Неговият трактат за брачните въпроси, адресиран до Евридика и Поланус, изглежда говори за Евридика като обитавала дома му, но без ясни доказателства за това дали му е била дъщеря, или не.
Плутарх учи математика и философия в Академията на Атина при Амониус от 66 до 67 г.
В един момент Плутарх получава римско гражданство. Както е видно от новото му име, Lucius Mestrius Plutarchus, застъпник за гражданството му е Lucius Mestrius Florus, римски консул, когото Плутарх използва като исторически извор за „Живота на Отон“.
По-голямата част от живота си в прекарва в родния си град и бива посветен в тайните на гръцкия бог Аполон. В продължение на много години Плутарх служи като един от двамата свещеници в храма на Аполон в Делфийския оракул, на 32 км от дома си. С писанията и лекциите си Плутарх се превръща в знаменитост в Римската империя, но въпреки това продължава да пребивава в Херонея и участва активно в местните дела, дори служи като кмет. В провинциалния му имот се събират гости от всички краища на империята за сериозен разговор, председателстван от Плутарх, седнал на мраморен стол. Много от тези диалози са записани и публикувани, както и 78 есета и други творби, оцелели до днес, които са известни под общото име „Moralia“.

### Магистрат
В допълнение към задълженията си като свещеник на храма в Делфи Плутарх е и магистрат в Херонея и представлява родината си на различни мисии в чужбина по различно време. Често посещава Рим и се сприятелява с важни лица – напр. личен приятел на Траян. Плутарх заема длъжността архонт в родната си община, най-вероятно само за по една година, но получава длъжността повече от веднъж. Той се заема с решаването на проблеми на града и поема и най-непрестижните задължения.
В Суда, средновековна гръцка енциклопедия, пише как император Траян прави Плутарх прокуратор на Илирия. Въпреки това, повечето историци смятат, че това е малко вероятно, тъй като Илирия не се ръководи от прокуратор, а и Плутарх вероятно не говори илирийски.
Според историка Георгий Синкел от VII-IX век, в края на живота на Плутарх император Адриан го назначава за главен прокуратор на Ахея – което му дава правото да носи одеждите и регалиите на консул.

### Жречество в Делфи
Плутарх прекарва последните тридесетина години от живота си като жрец в Делфи. Литературното му творчество от периода е свързано със светилището на Аполон, процеса на даване на предсказания и личностите, които са живели или пътували там. Едно от най-важните му произведения е „Защо Пития не предсказва в стихове“ (Моралия 11) („Περὶ τοῦ μὴ χρᾶν ἔμμετρα νῦν τὴν Πυθίαν“). Още по-важен е диалогът „За буквата Е в Делфи“ („Περὶ τοῦ Εἶ τοῦ ἐν Δελφοῖς“), в който фигурира Амониус, последовател на Платон и учител на Плутарх и брат му. Според Амониус, буквата E на храма на Аполон в Делфи трябва да се тълкува с оглед на следния факт: мъдреците на древността, чиито максими са написани по стените на преддверието на храма, не били седем, а всъщност пет: Хилон, Солон, Талес, Биас и Питак, като двама тирани – Клебул и Периандър – използвали политическата си власт, за да бъдат включени в списъка. По този начин, буквата E, която съответства на числото 5, представлява признание, че Делфийските максими произхождат от петимата истински мъдреци.
Скулптурният портрет на Плутарх, изложен на изхода на Археологическия музей на Делфи, датира от 2 век след Христа. В миналото бюстът е идентифициран с Плутарх, но съвременното схващане е, че това не е той. Мъжът е изобразен на сравнително млада възраст, макар че има брада. Погледът му е дълбок, с тежки клепачи и врязани зеници. До него стои фрагмент от стела, с портрет вероятно на автора от Херонея и свещеник в Делфи и надпис: „Δελφοὶ Χαιρωνεῦσιν ὁμοῦ Πλούταρχον ἔθηκαν | τοῖς Ἀμφικτυόνων δόγμασι πειθόμενοι.“ (Syll.3 843 = CID 4, не. 151) – „Гражданите на Делфи и Херонея заедно посвещават това на Плутарх, следвайки наставленията на Амфиктионията.“

## Творби

### Биографии на римски императори
Първите биографични творби на Плутарх са на римските императори от Август до Вителий. От тях оцеляват само тези на Галба и Отон. От биографиите на Тиберий и Нерон до нас са достигнали само фрагменти, цитирани на други места. Биографиите на ранните императори вероятно са били публикувани по времето на Флавиевата династия или по време на царуването на Нерва (96 – 98 г.)
Има основание да се смята, че оцелелите текстове за Галба и Отон (Галба-Отон) са всъщност част от друга творба, а не са единични биографии – тъй като се различават от написаното за живота на Арат от Сикион и живота на Артаксеркс II (единичните биографии на Хезиод, Пиндар, Кратет и Дайфант са загубени). За разлика от единичните биографии, в Галба-Отон отделните герои не са изобразени сами по себе си, а служат за илюстрация на абстрактен принцип; а именно спазването или неспазването на идеала за управление, основан на морала, който Плутарх представя като Принцепс (вж Галба 1.3; Моралия 328D-E).
В Галба-Отон Плутарх разкрива конституционните принципи на принципата по времето на гражданската война след смъртта на Нерон. Авторът поставя под въпрос моралното поведение на автократите и описва трагичните им съдби на безмилостно състезаващи се за трона, като най-накрая се унищожават взаимно. Плутарх пише: „Домът на Цезарите в Рим, Палатиумът, посреща в кратък период от време цели четири императора, преминаващи, така да се каже, през сцената, като всеки отстъпва място на следващия.“ (вж Галба 1).
Галба-Отон се предава и запазва по различни пътища. Тя може да бъде намерена в приложението към „Успоредни животописи“ на Плутарх, както и в различни ръкописи на „Moralia“, най-вече този на Максим Плануд, където Галба и Отон се появяват като Opera XXV и XXVI. Така изглежда разумно да се твърди, че Галба-Отон от началото е замислен като илюстрация на морално-етичния подход, вероятно от самия Плутарх.

### Моралия
„Moralia“ е сборник от 78 философско-публицистични творби. Най-ранните от тях са тези, които са риторични по природата, като похвала на Атина, обсъждане на Фортуна и ролята ѝ в живота на Александър Македонски или в историята на Рим. Голяма група също представлява популярно-философски трактати; от тях, може би най-характерното от Плутарх е кратко есе „За състоянието на ума.“ Без да навлизаме дълбоко в теоретични аргументи, Плутарх често води до много ценна информация за историята на философията. Това са съчиненията „Платонически въпроси“ и „За създаването на душата“ в „Тимей“ (диалог на Платон) и полемични произведения, насочени срещу епикурейците и стоиците.
Някои от заглавията са: „Как младежът трябва да слуша поезия“, „Как да различаваме ласкателя от приятеля“, „За въздържането от гняв“, „За бъбривостта“, „За суеверието“, „За Изида и Озирис“ (от която се добиват важни сведения за египетските религиозни обреди), „Кои животни са по-умни – морските или земните“, „Дали водата е по-полезна или огънят“, „Спартански анекдоти“, „Пир на седемте мъдреци“, „За музиката“.

### Успоредни животописи
Това е най-голямата творба на Плутарх и е най-известен с нея. „Успоредни животописи“ е множество от биографии на известни гърци и римляни, поместени по двойки, което символизира техни общи морални качества и/или пороци. До нас достигат 23 двойки от по един грък и един римлянин и четири отделни биографии. Знае се, че част от биографиите са изгубени за историята.
Както е обяснено в началния параграф на „Животът на Александър“, Плутарх не е загрижен толкова за историята, колкото се интересува от влиянието на характера, добър или лош, върху живота и съдбите на хората. На първо място, Плутарх желае да създаде психологически портрет на човека. За да си го представи ясно читателят, той привлича вниманието към личния живот на личностите чрез шеги и остроумни поговорки. Понякога фабрикува прилики между личностите, за да може да продължи да пише за тях.

## Издания на български език
- Успоредни животописи. Агид и Клеомен. Тиберий и Гай Гракх. Превод от старогръцки език Г. И. Кацаров и Д. Дечев. София: Държавна печатница, Класическа библиотека № 11, 1929, 100 с.
- Успоредни животописи. Перикъл. Превод от старогръцки език Борис Геров. София: Държавна печатница, Класическа библиотека № 12, 1930, 142 с.
- Успоредни животописи. Александър. Превод от старогръцки език Ив. Велков. София: Държавна печатница, Класическа библиотека № 13, 1930, 78 с.
- Успоредни животописи. Цезар. Превод от старогръцки език Ив. Велков. София: Държавна печатница, Класическа библиотека № 14, 1930, 66 с.
- Успоредни животописи. Превод от старогръцки език Богдан Богданов. София: Народна култура, 1969, 352 с.
- Успоредни животописи. Превод от старогръцки език Петър Димитров, Богдан Богданов. София: Народна култура, 1981, 338 с.
Успоредни животописи. Превод от старогръцки език Петър Димитров, Богдан Богданов. София: Издателство на Нов български университет, 2023, 456 с.
- Нравствени съчинения: забележителни дела и думи (по Plutarch's moralia in 15 vols, v.3). Превод от старогръцки език Петя Янева и Виолета Герджикова. София: Ерго, 2017. ISBN 978-619-7392-07-4